# Hawker Hunter

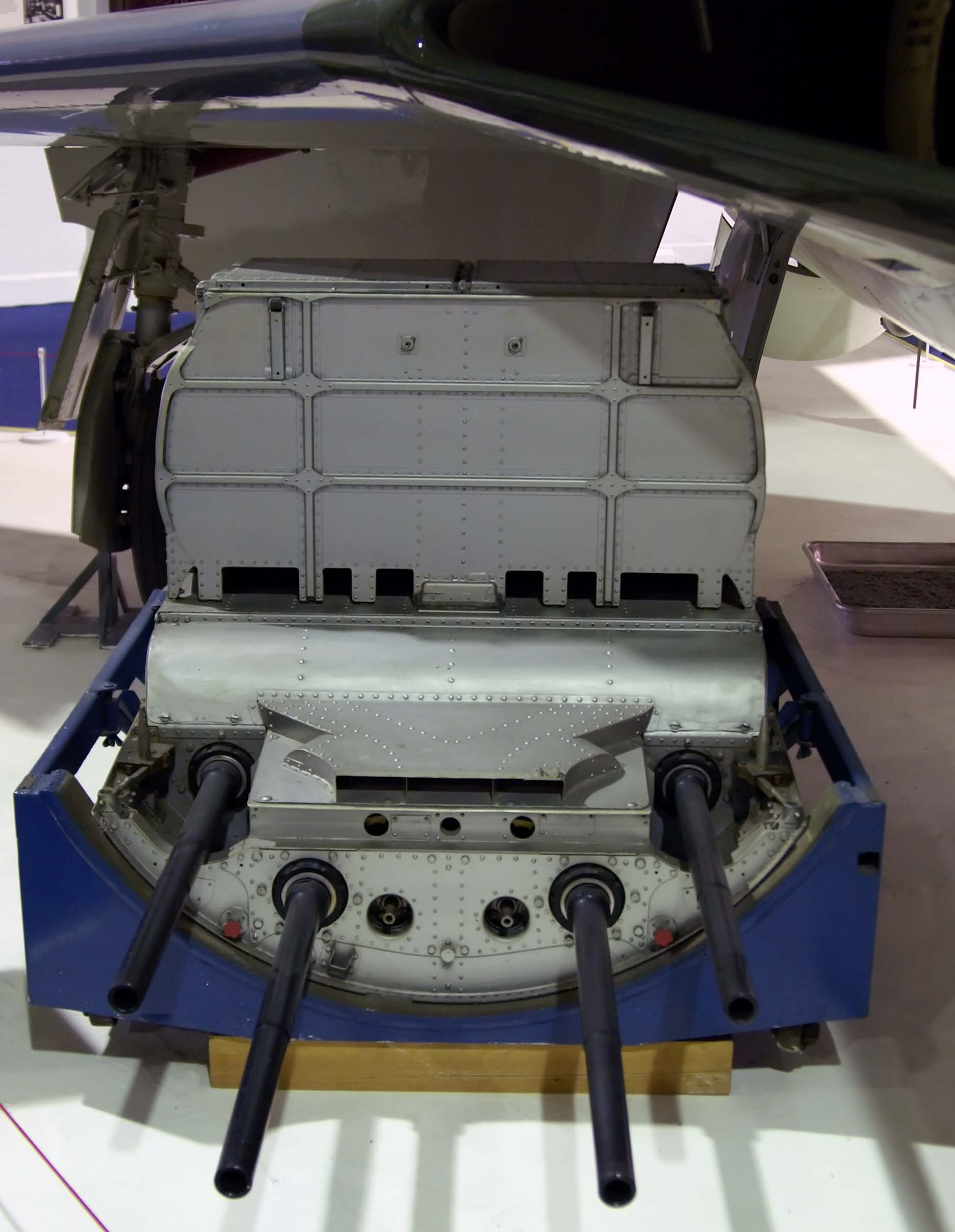
Знімний підфюзеляжний контейнер з 4-ма 30-мм гарматами ADEN

Гокер Гантер (англ. Hawker Hunter — Мисливець) — британський винищувач-бомбардувальник. Був на озброєнні Королівських ВПС у 1950—1960-х роках, брав участь у багатьох збройних конфліктах. Деякі «Гантери» були в експлуатації до 1990-х років. Літак широко експортували.

## Тактико-технічні характеристики (Hunter F 6)

### Технічні характеристики
- Екіпаж: 1 особа
- Довжина: 14,0 м
- Розмах крил: 10,26 м
- Висота: 4,01 м
- Площа крил: 32,42 м²
- Кут стрілоподібності по лінії 1/4 хорд: 40°
- Коефіцієнт подовження крила: 3,3
- Відносна товщина профілю крила: 8,5 %
- Маса порожнього: 6405 кг
- Маса спорядженого: 8050 кг
- Максимальна злітна маса: 11158 кг (з ППБ)
- Ємність паливних баків: 1500 л
- Двигун: 1× турбореактивний Rolls-Royce Avon 207 з тягою 4600 кгс (45,13 кН)

### Льотні характеристики
- Максимальна швидкість:
  - біля землі: 1150 км/год (M=0,94)
  - на висоті 11000 м: 1130 км/год
- Бойовий радіус: 715 км
- Перегінна дальність: 3060 км (з ППБ)
- Довжина розбігу: 660 м
- Довжина пробігу: 780 м
- Практична стеля: 15240 м
- Швидкопідйомність: 87,4 м/с (за іншими даними 62 м/с)
- Навантаження на крило: 251,9 кг/м²
- Тягооснащеність: 0,56

### Озброєння
- Гарматне: 4× 30 мм гармати ADEN, 120 патронів на ствол (максимально 150 патронів на ствол). Гармати розташовані в знімному контейнері.
- Точок підвіски: 4
- Бойове навантаження: 3400 кг різного озброєння, в тому числі AIM-9 Sidewinder, AGM-65 Maverick, 74× 50,8 мм або 24×76,2 мм НАР, 2×450 кг бомби.

## Аварії та катастрофи
22 серпня 2015 року Hawker Hunter T.Mk 7 бортовий номер G-BXFI/WV372 серійний номер 41H-670815 зазнав катастрофи на авіашоу в графстві Західний Сассекс — упав під час виконання фігур пілотажу на трасу A27. Загинуло 11 осіб, які проїжджали в той час по трасі на автомобілях.